# Calore di decadimento

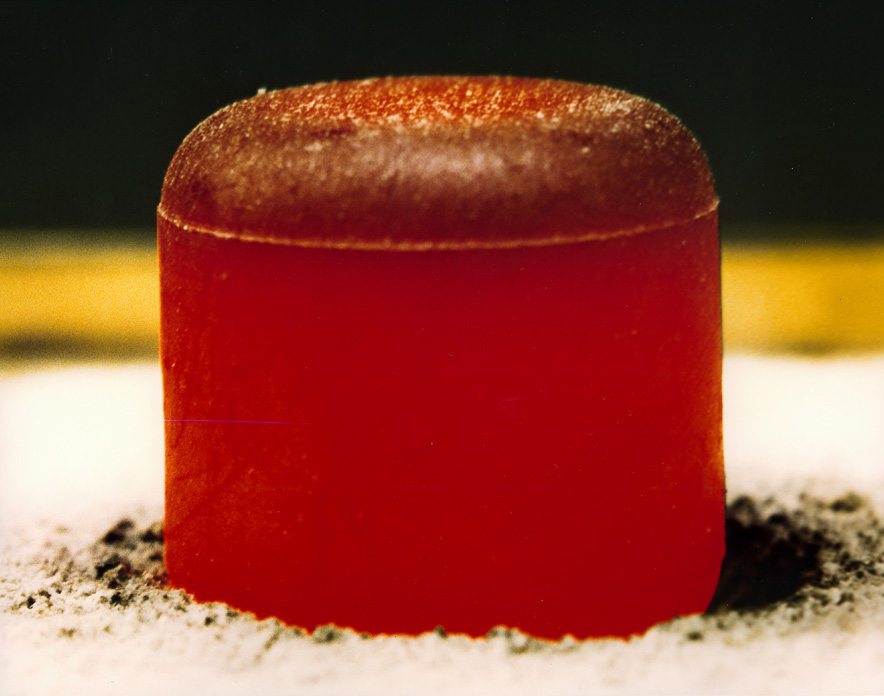
Il pellet di RTG diventa rosso incandescente a causa del calore generato dal decadimento radioattivo del biossido di plutonio-238, dopo un test di isolamento termico.

Il calore di decadimento è il calore rilasciato a seguito del decadimento radioattivo. Questo calore viene prodotto come effetto della radiazione sui materiali: l'energia della radiazione data dalle particelle alfa, beta o dai raggi gamma viene convertita nel movimento termico degli atomi. È un fenomeno naturale che si verifica dal decadimento dei radioisotopi di lunga vita media che sono primordialmente presenti sulla Terra fin dalla formazione del pianeta.
Nei reattori nucleari, il calore di decadimento continua a essere generato dopo il loro spegnimento (SCRAM) e la sospensione della produzione di energia. Il decadimento dei radioisotopi di breve vita come lo iodio-131 creato nella fissione continua ad essere di alta potenza per un certo periodo dopo lo spegnimento. La principale fonte di produzione di calore in un reattore appena spento è dovuta al decadimento beta di nuovi elementi radioattivi recentemente prodotti dai frammenti di fissione nel processo di fissione.
Quantitativamente, al momento dell'arresto del reattore, il calore di decadimento da queste sorgenti radioattive è ancora il 6,5% della precedente potenza del nocciolo se il reattore è stato acceso a lungo. Circa un'ora dopo lo spegnimento, il calore di decadimento sarà circa l'1,5% della precedente potenza del nocciolo. Dopo un giorno, il calore di decadimento scende allo 0,4% e dopo una settimana sarà solo dello 0,2%.  Poiché nei rifiuti nucleari sono presenti radioisotopi con diverse emivite, il calore di decadimento che viene prodotto nelle barre di combustibile esaurito è tale che tali barre vengano stoccate in una piscina di disattivazione per un periodo che va un anno a dieci o venti anni prima di essere ulteriormente processate. Tuttavia, il calore prodotto durante questo periodo è ancora solo una piccola frazione (meno del 10%) del calore prodotto nella prima settimana dopo lo spegnimento.
Se nessun sistema di raffreddamento funziona per rimuovere il calore di decadimento da un reattore paralizzato e appena spento, il calore di decadimento può far sì che il nocciolo del reattore raggiunga temperature non sicure entro poche ore o giorni, a seconda del tipo di nocciolo. Queste temperature estreme possono causare leggeri danni al combustibile (ad es. alcuni guasti alle particelle di carburante (da 0,1 a 0,5%) in un progetto con raffreddamento a gas e moderato con grafite) o anche gravi danni strutturali del nocciolo (meltdown) in un reattore ad acqua leggera o reattore veloce a metallo liquido. Le specie chimiche rilasciate dal materiale del nocciolo danneggiato possono portare a ulteriori reazioni esplosive (vapore o idrogeno) che possono danneggiare ulteriormente il reattore. 

## Calore di decadimento naturale
Il calore di decadimento naturale è una fonte significativa di calore all'interno della Terra. Gli isotopi radioattivi di uranio, torio e potassio sono i principali contributori a questo decadimento termico e questo decadimento radioattivo è la principale fonte di calore da cui deriva l'energia geotermica.
Inoltre, il calore di decadimento ha un'importanza significativa nei fenomeni astrofisici. 

## Calore dei reattori di potenza in fase di spegnimento

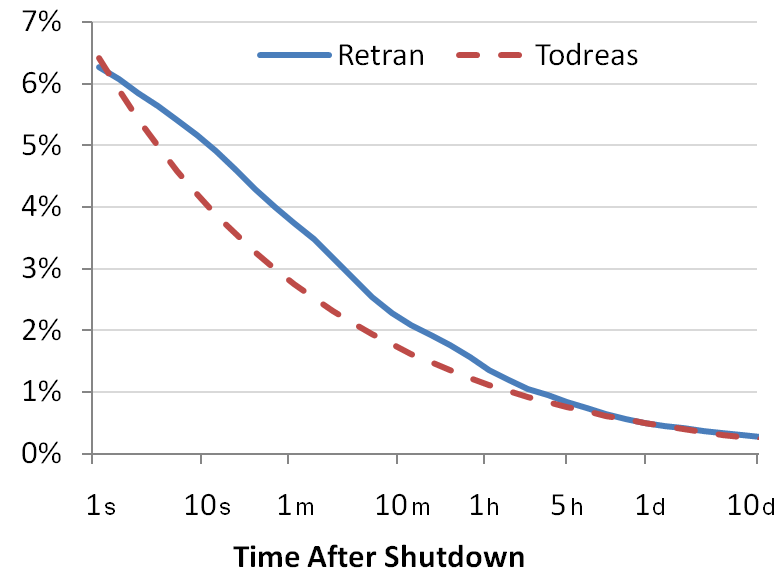
Calore di decadimento come frazione della piena potenza per un reattore SCRAM a piena potenza al tempo 0, utilizzando due diverse correlazioni

In una tipica reazione di fissione nucleare, vengono rilasciati istantaneamente 187 MeV di energia sotto forma di energia cinetica dei prodotti, energia cinetica dei neutroni e raggi gamma istantanei o dalla cattura di neutroni. Dopo, vengono rilasciati altri 23 MeV dal decadimento beta dei prodotti. Circa 10 MeV dell'energia rilasciata dal decadimento beta dei prodotti di fissione è sotto forma di neutrini e poiché i neutrini interagiscono molto debolmente, questi 10 MeV di energia non verranno depositati nel nocciolo del reattore. Ciò si traduce in 13 MeV (6,5% dell'energia di fissione totale) depositati nel nocciolo del reattore dal decadimento beta ritardato dei prodotti di fissione, in qualche momento dopo che si è verificata una determinata reazione di fissione. In uno stato stazionario, questo calore dal decadimento beta del prodotto di fissione ritardato contribuisce per il 6,5% alla normale produzione di calore del reattore.
Quando un reattore nucleare è stato spento e la fissione nucleare non si verifica su larga scala, la principale fonte di produzione di calore sarà dovuta al decadimento beta ritardato di questi prodotti di fissione (che hanno avuto origine come frammenti di fissione). Per questo motivo, al momento dello spegnimento del reattore, il calore di decadimento sarà circa il 6,5% della precedente potenza del nucleo se il reattore ha avuto una storia di potenza lunga e costante (cioè, è stato acceso per lungo tempo ad alta potenza). Circa 1 ora dopo lo spegnimento, il calore di decadimento sarà circa l'1,5% della precedente potenza del nucleo. Dopo un giorno, il calore di decadimento scende allo 0,4% e dopo una settimana sarà solo dello 0,2%. Il tasso di produzione del calore di decadimento continuerà a diminuire lentamente nel tempo; la curva di decadimento dipende dalle proporzioni dei vari prodotti di fissione nel nucleo e dalle rispettive emivite.
Una formula approssimata per la curva del calore di decadimento valida da 10 secondi a 100 giorni dopo lo spegnimento è
{\displaystyle {\frac {P(\tau )}{P_{0}}}=0.066\left(\left(\tau -\tau _{s}\right)^{-0.2}-\tau ^{-0.2}\right)}
dove {\displaystyle \tau } è il tempo trascorso dall'avvio del reattore, {\displaystyle P(\tau )} è la potenza all'istante {\displaystyle \tau }, {\displaystyle P_{0}} è la potenza del reattore prima dello spegnimento e {\displaystyle \tau _{s}} è il tempo di spegnimento del reattore misurato dal momento dell'avvio (in secondi), quindi {\displaystyle (\tau -\tau _{s})} è il tempo trascorso dallo spegnimento.
Per un approccio con una base fisica più diretta, alcuni modelli utilizzano il concetto fondamentale di decadimento radioattivo. Il combustibile nucleare usato contiene un gran numero di isotopi diversi che contribuiscono al calore di decadimento, che sono tutti soggetti alla legge di decadimento radioattivo, quindi alcuni modelli considerano il calore di decadimento come una somma di funzioni esponenziali caratterizzate da  diverse costanti di decadimento e da un diverso contributo iniziale alla velocità del calore. Un modello più accurato considererebbe gli effetti dei precursori, poiché molti isotopi seguono diversi passaggi nella loro catena di decadimento radioattivo e il decadimento dei prodotti derivati avrà un effetto maggiore più a lungo dopo lo spegnimento.
{\displaystyle {\frac {P}{P_{0}}}=\sum _{i=1}^{11}P_{i}e^{-\lambda t}.}
La rimozione del calore di decadimento è un problema significativo per la sicurezza del reattore, soprattutto subito dopo il normale arresto oa seguito di un incidente con perdita di refrigerante. La mancata rimozione del calore di decadimento può causare un aumento della temperatura interna del reattore a livelli pericolosi e ha causato incidenti nucleari, come l'incidente di Three Mile Island e quello di Fukushima. La rimozione del calore viene solitamente ottenuta attraverso diversi sistemi ridondanti e diversificati, dai quali il calore viene rimosso tramite scambiatori di calore. L'acqua viene fatta passare attraverso il lato secondario dello scambiatore di calore attraverso il sistema essenziale dell'acqua di servizio  che dissipa il calore nel "dissipatore di calore definitivo", spesso un mare, un fiume o un grande lago. In luoghi privi di un adeguato corpo idrico, il calore viene dissipato nell'aria facendo ricircolare l'acqua tramite una torre di raffreddamento. Il guasto delle pompe di circolazione ESWS è stato uno dei fattori che ha messo in pericolo la sicurezza durante l'alluvione della centrale nucleare di Blayais nel 1999 .

## Calore del combustibile esaurito
Dopo un anno, il tipico combustibile nucleare esaurito genera circa 10 kW di calore di decadimento per tonnellata, diminuendo a circa 1 kW/t dopo dieci anni. Quindi per un certo numero di anni è necessario un raffreddamento attivo o passivo efficace per il combustibile nucleare esaurito.